# 自律神経失調症
自律神経失調症（じりつしんけいしっちょうしょう、autonomic dystonia、 autonomic imbalance、vegetative dystonia）とは、自律神経系に関連していると考えられている病態の総称である。器質的な異常を伴わないとされるものの、様々な身体症状の訴えを伴う。

## 概念
自律神経失調症とは、
1. 色々な身体の症状の訴えがあるが，それに関連する器質的な異常は見つからないものについて、これを自律神経系に関連した症状とみなして呼ぶ呼び名で[2][7][4][3][9][10][11]
2. 症候群として理解され[2][9]、
3. 定義は漠然としており，いわゆる医学的に正式な病名ではなく[12]、明確な定義がない[9][11][13]。

この病気は日本では広く認知されているものの、精神障害の診断と統計マニュアル（DSM）では定義されていない。疾病及び関連保健問題の国際統計分類第10版（ICD-10）では、「身体化障害，身体表現性自律神経機能不全，全般性不安障害，混合性不安抑うつ障害などが，自律神経失調症に相当する概念であると考えられている。」。一方、ICD-10の日本語訳では「G90.9 自律神経系の障害，詳細不明」の「病名」「2 自律神経失調症」としている。
日本で一般に広く使われている用語「自律神経失調症」は、1960年代東邦大学の阿部達夫の提唱による。「自律神経失調症」の研究は第二次世界大戦前はドイツ語圏などで自律神経学の中心テーマだったのだが、戦後は「自律神経失調症」は「junk disease」とみなされて、戦前の研究は忘れられていた。ただし「自律神経失調症」の意味するところは、各時代・各研究者すなわち戦前の各研究、阿部達夫の提唱時期で違いがある（下表参照）。
| 提唱者            | 年   | 日本語名               | 外国語名                       |
| ----------------- | ---- | ---------------------- | ------------------------------ |
| Rosenbach         | 1878 | 迷走神経症             | Neurose des Vagus              |
| Noorden           | 1891 | ヒステリー性迷走神経症 | Hysterische Vagoneurose        |
| Zuelzer           | 1908 | 慢性迷走神経症         | Chronische Vagoneurose         |
| Eppinger and Hess | 1910 | 交感神経緊張者         | Sympathikotoniker              |
|                   |      | 副交感神経緊張者       | Parasymapathikotoniker         |
| Bergmann          | 1934 | 自律神経失調症         | Vegetative dystonie            |
| Selye             | 1936 | 下垂体副腎系           | Pituitary-adrenal system       |
| Siebeck           | 1939 | 自律神経不安定症       | Vegetative labilität           |
| Okinaka           | 1948 |                        | Sympathikonie, paratonie       |
| Abe               | 1952 | 脚気様状態             | Beriberoid                     |
| Kushima           | 1952 | 自律神経症             |                                |
| Abe               | 1961 | 自律神経失調症候群     | Vegetative syndrome            |
| Abe               | 1965 | 不定愁訴症候群         | Unidentified clinical syndrome |
| Delius            | 1966 | 精神自律神経症候群     | Psycho-vegetative syndrome     |

阿部達夫自身は1965年に以下のように述べている。
「…その訴えが自律神経を介しておこるものが多いところから，いわゆる自律神経失調症などとよばれている場合もある．しかしこれら患者の多くは脚気とは全く無関係であることや，一部は自律神経失調とも関係のないところから，わたくしは不定愁訴症候群として一括しておくのがよいかと考えている」
阿部達夫は、自律神経失調症を「不定愁訴」や「不定愁訴症候群」とほぼ同義として提唱したのである。
2009年、宮岡等（北里大学医学部精神科学主任教授）らは「かつて内科医は自律神経失調症という病名をよく用いていた」と記述し、同年、天野雄一（東邦大学医学部心身医学講座）らも、『最近では用いられなくなってきたがいわゆる「自律神経失調症」と呼ばれるカテゴリーに相当する』と述べた。2011年には「かつて『不定愁訴症候群」や「自律神経失調症」という言葉を用いていた病態』，といった言及がなされた。「不定愁訴症候群」に関連しては、和雑誌における研究論文において，DSM-IVの登場以降は『「不定愁訴」という表現は減少し，「身体表現性障害」がMUSを代表する表現となっていたように思われる』 (MUS: 医学的に説明困難な症状（Medically Unexplained Symptoms）)と記述されている。しかしながら、自律神経失調症という用語そのものは2024年時点でも医学論文で見られる表現である。

## 批判
自律神経失調症は、暫定的な診断であるとか、「便宜的な“診断名”」、「病名のくずかご」、「ゴミ箱的診断」で「医学的に正しいものとは言いがたい」、安易な使用が「精神疾患の鑑別をなおざりにし，時に身体疾患の厳密な鑑別さえ失わせてきた」という批判がある。

## 症状
日本臨床内科医会による一般向けの冊子（2002年）では以下の、日常起こりがちな症状が挙げられていた。
めまい、肩こり、倦怠感、疲労感、微熱、頭痛、頭重感、手足の痺れや痛み、冷え、顔がほてる、息切れ、動悸、下痢、便秘、胃部不快感、食欲不振、胃痛、悪心、不眠、寝汗。
医学書や医学辞典に挙げられている症状は以下の通りである。
| 書籍↓/症状→                         | 倦怠感 | めまい | 頭重 | 頭痛 | 動悸 | 息切れ | 胸部不快感 | 腹部違和感 | その他                                                     |
| ----------------------------------- | ------ | ------ | ---- | ---- | ---- | ------ | ---------- | ---------- | ---------------------------------------------------------- |
| 医学書院 医学大辞典                 | ✓      |        | ✓    |      | ✓    |        |            |            | 「多臓器にわたる不安定で消長しやすい自律神経系身体的愁訴」 |
| 医歯薬出版最新医学大辞典            |        |        |      |      |      |        |            |            | 「臨床的には種々の自律神経系の愁訴」                       |
| 同上/（項目名は「不定愁訴症候群」） | ✓      |        |      | ✓    | ✓    |        | ✓          | ✓          | 疲労感・しびれ感                                           |
| 現代精神医学事典                    | ✓      | ✓      | ✓    |      | ✓    |        | ✓          | ✓          |                                                            |
| 南山堂医学大辞典                    | ✓      | ✓      | ✓    | ✓    | ✓    | ✓      | ✓          |            | のぼせ，冷え性，発汗，下痢，不眠                           |
| ストレス科学辞典                    | ✓      | ✓      |      | ✓    | ✓    |        |            |            |                                                            |
| 新版精神医学事典                    | ✓      | ✓      | ✓    | ✓    | ✓    |        |            |            |                                                            |
| 現代臨床精神医学                    | ✓      | ✓      | ✓    | ✓    | ✓    |        |            |            |                                                            |
| 朝倉内科學                          |        | ✓      | ✓    | ✓    | ✓    | ✓      |            | ✓          | 腹痛，下痢，しびれ，いたみ                                 |

## 治療
多くの患者は内科ではなく心療内科や神経科に通院する。治療には抗不安薬やホルモン剤を用いた薬物療法や、睡眠の周期を整える行動療法などが行われている。最近では体内時計を正すために強い光を体に当てる、見るなどの療法もある。
西洋医学での改善が認められない場合は、鍼灸・整体・マッサージ・カウンセリングなどが有効な場合もある。
成長時の一時的な症状の場合、薬剤投入をしないで自然治癒させる場合もある。また、自ら自律訓練法を用いて心因的ストレスを軽減させ、症状を改善させる方法もある。

### 薬物療法
トフィソパムは自律神経失調症に対して適応がある。頭痛、めまい、不安、意欲低下などの症状を改善するとされる一方、副作用にもめまいや頭痛が含まれる。

### 漢方薬
漢方薬の場合、若年から老年まで幅広い年齢に適用できる。副作用が既往に生じたものは原則として適応外。
症状と所見を元にした頻用処方を以下に示す（主訴→随伴症状の順）。
- めまい・たちくらみ
  - 低血圧傾向：苓桂朮甘湯, 半夏白朮天麻湯[35]
  - のぼせ・月経不順・不定愁訴・不安・抑うつ傾向：女神散[35]
- 動悸
  - 不安・抑うつ傾向・不眠：柴胡加龍骨牡蠣湯、桂枝加竜骨牡蛎湯[35]
  - めまい・低血圧傾向：苓桂朮甘湯[35]
- 頭痛・頭重
  - 冷え：呉茱萸湯[35]
  - めまい・立ちくらみ・低血圧傾向：苓桂朮甘湯、半夏白朮天麻湯[35]
- 全身倦怠感
  - 不安・抑うつ傾向・不眠：柴胡加龍骨牡蠣湯、桂枝加竜骨牡蛎湯[35]
  - 冷え・動悸・不眠・抑うつ傾向：柴胡桂枝乾姜湯[35]
- 不定愁訴
  - 冷え・月経不順・不安・不眠：加味逍遙散（婦人だけでなく男性にも効果あり）[35]